# Rhabderemia burtoni
Rhabderemia burtoni är en svampdjursart som beskrevs av van Soest och Hooper 1993. Rhabderemia burtoni ingår i släktet Rhabderemia och familjen Rhabderemiidae.
Artens utbredningsområde är Indiska oceanen. Inga underarter finns listade i Catalogue of Life.